# Guido Johannes Joerg
Guido Johannes Joerg (* 1962 in Trier) ist ein deutscher Musikwissenschaftler.

## Biografie
Joerg absolvierte Studien der Kirchenmusik an der Bischöflichen Kirchenmusikschule Trier sowie Musikwissenschaft, Bibliothekswissenschaft und der Germanistik (unter anderem bei Klaus Wolfgang Niemöller, Volker Neuhaus und Paul Kaegbein) an der Universität zu Köln und erlangte 1989 den Magister-Abschluss mit der Schrift „Rossinis Kantaten. Probleme ihrer Überlieferung“. Anschließend war er von 1987 bis 1992 wissenschaftlicher Mitarbeiter beim Rossini Opera Festival Pesaro. In den Jahren 1992 und 1993 wirkte er als Chefdramaturg beim Rossini Opernfestival Rügen, von 1993 bis 1995 als Dramaturg am Stadttheater Bremerhaven (Bereich Musiktheater) und von 1995 bis 1997 als musikalischer Projektleiter bei den Ludwigsburger Schlossfestspielen. Darüber hinaus war er Chefredakteur des Bielefelder Katalog Klassik (2001–2003) Abteilungsleiter „Kataloge“ bei der Motor Presse Stuttgart.
Joerg ist Herausgeber zahlreicher Erstausgaben, zum Beispiel im Rahmen der „Edizione critica delle opere di Gioachino Rossini“ (Fondazione Gioachino Rossini); darunter Werke von Gioachino Rossini, Ludwig van Beethoven, Hermann Bendix, Arrigo Boito, Marco Enrico Bossi, Max Bruch, Girolamo Crescentini, Gaetano Donizetti, Francesco Florimo, Ferdinand Hiller, Friedrich Kiel, Eugen Lasch, Teodulo Mabellini, Johann Martin Friedrich Nisle, Ferdinand Ries, Johann Christian Heinrich Rinck, Antonio Salieri, Georg Schmitt, Guido Tacchinardi, Daniel Friedrich Eduard Wilsing und Alberto Zelman.
Joerg ist zudem Autor von musikwissenschaftlichen Veröffentlichungen und Vorträgen.

## Veröffentlichungen (Auswahl)
- Rossini a Londra e la cantata ,Il pianto delle Muse in morte di Lord Byron’. In: Bollettino del Centro Rossiniano di Studi, Pesaro 1988.

- La cantata per il battesimo del figlio del banchiere Aguado, con alcune osservazioni preliminari su questo genere in Rossini. In: Bollettino del Centro Rossiniano di Studi, Pesaro 1991.

- als Hrsg.: Gli scritti rossiniani di Ferdinand Hiller. In: Bollettino del Centro Rossiniano di Studi, Pesaro 1992.

- als Hrsg.: Ferdinand Hiller: ,Plaudereien mit Rossini‘ und ,Nachruf an Rossini‘.  (Schriftenreihe der Deutschen Rossini Gesellschaft). Stuttgart 1993

- Zur Wiederentdeckung einer Kantate Gioachino Rossinis in Berlin. In: Die Musikforschung, 1993.
- Hermann Bendix – Pädagoge, Kantor und Komponist. In: 775 Jahre Ribnitz – 750 Jahre Damgarten. Beiträge zur neueren Stadtgeschichte (Festschrift). Ribnitz-Damgarten 2008.
- Hermann Bendix (1859–1935) – Bausteine zu einer Biographie. In: Baltische Studien. Pommersche Jahrbücher für Landesgeschichte, 2009.
- ,Göttlicher Meister, ich habe dich verkannt!‘ Gioachino Rossini aus der Sicht des frühen biographischen Schrifttums in deutscher Sprache. Nach den originalen Quellen transkribiert, eingeleitet und kommentiert. Dohr Verlag, Köln 2020. 3 Bde., ISBN 978-3-86846-150-3.

- Otello auf der Orgel – Georg Schmitt als Bearbeiter Rossinischer Opernmelodien (Anlässlich von Schmitts 200stem Geburtstag am 11. März 2021). In: La Gazzetta – Zeitschrift der Deutschen Rossini Gesellschaft, Stuttgart 2020 (erschienen im Juni 2021).[2]

- ,...e fra i colpi d'un doppio can(n)one spalancato è il mio cuore di già‘ – Kanone, Kanon und Pseudokanon bei Rossini & Co. In: Rossini in Wien – Tagungsband zur Internationalen Konferenz (Wien, 24.–26. März 2022), Leipzig 2024 (erschienen im März 2024).[3]

Wesentlich erweiterte Buchausgabe: Guido Johannes Joerg, Kanone, Kanon & Pseudokanon – Kanone (cannone), Kanon (canone) und Pseudokanon (falso canone) bei Rossini, Beethoven, Salieri und Konsorten. – Norderstedt 2025. – 102 S. (odiug noitide 004), ISBN 978-3-7693-1091-7.